# Hurrà Juventus
A Hurrà Juventus egy olasz sportmagazin, melynek tulajdonjoga a Juventusé. A magazin alapítója és egyben szerkesztője Corrado Corradini volt, aki később (1919-ben) a csapat elnöke is lett. Az első példányokat 1915. június 10-én adták ki az egyesület dolgozóinak, a játékosoknak és a szurkolóknak az első világháború idején.
A havilap gyártását 1916-ban meg kellett szüntetni, mivel az országban (a háború miatt) nyersanyaghiány lépett fel. Később azonban újra megindult a nyomtatása.
Jelenleg ez Olaszország legkelendőbb futballmagazinja (60 ezer példány havonta). A lapot a Cantelli Editore S.p.A cég adja ki, az ára pedig €4,5 (~1200 forint).